# Theo Geisel
Theo Geisel (* 24. August 1948 in Limburg an der Lahn) ist ein deutscher theoretischer Physiker.

## Leben und Karriere
Geisel studierte Physik an der Goethe-Universität Frankfurt am Main und der Universität Regensburg, wo er 1975 zur Theorie der Ramanstreuung in den Ammoniumhalogeniden promovierte. Danach war er 1976–77 am Max-Planck-Institut für Festkörperforschung in Stuttgart und 1978/79 am Forschungszentrum Xerox PARC in Palo Alto. 1982 habilitierte er sich. 1988/89 war er Professor für theoretische Physik an der Universität Würzburg und ab 1989 an der Universität Frankfurt, bevor er 1996 Professor an der Universität Göttingen wurde. Dort war er gleichzeitig Direktor am Max-Planck-Institut für Dynamik und Selbstorganisation (das ehemalige Max-Planck-Institut für Strömungsforschung) und Koordinator des Bernstein Zentrums Computational Neuroscience Göttingen (BCCN Göttingen), das er seit seiner Gründung 2005 leitete. Seit 2013 ist er ordentliches Mitglied der Akademie der Wissenschaften zu Göttingen, im September 2016 wurde er emeritiert.
Geisel ist verheiratet und hat zwei Kinder. Er spielt Querflöte und Saxophon sowohl im klassischen als auch im Jazz-Umfeld.

## Wissenschaftliche Arbeitsgebiete
Geisel befasst sich mit Fragestellungen der nichtlinearen Dynamik und des Quantenchaos, mit Anwendungen zum Beispiel auf Transport in Halbleiter-Nanostrukturen und in der Dynamik neuronaler Netzwerke, z. B. neuronaler Synchronisation und Musterbildung in der Sehrinde. Seit 2005 untersucht er in Zusammenarbeit mit Dirk Brockmann auch die Ausbreitung von Infektionen durch menschliche Reisetätigkeit, die (wie die Verbreitung von Geldscheinen) durch Verallgemeinerungen von Random Walks (Zufallspfade), die Lévy-Prozesse (Lévy-Walks, Lévy-Flights), beschreibbar sind. Weiterhin forschte er zur Psychophysik des Swing-Feelings.

## Preise und Auszeichnungen
Er war 1983 bis 1987 Heisenberg-Stipendiat und erhielt 1994 den Gottfried-Wilhelm-Leibniz-Preis der  Deutschen Forschungsgemeinschaft. 2008 wurde er Fellow der American Physical Society. 2009 erhielt er den deutsch-französischen Gentner-Kastler-Preis. Geisel ist im Herausgebergremium der Fachzeitschrift Physical Review Letters Experte für das Fachgebiet Biophysik.